# Casino Recreatiu (la Pobla de Claramunt)
Casino Recreatiu és una obra del municipi de la Pobla de Claramunt (Anoia) inclosa en l'Inventari del Patrimoni Arquitectònic de Catalunya.

## Descripció
ÉS una construcció de planta rectangular i coberta a dues vessants mirant als costats llargs (o sigui a la façana principal). Just al mig de la façana s'aixeca un cos vertical que és el que dona lloc a l'entrada principal i que està encapçalat per una petita estructura decorativa que recorda una xemeneia petita, i sota una finestreta tapinada.
La façana és totalment simètrica, dividida per 8 pilastres de secció rectangular i 2 de secció circular. Als costats (banda i banda) destaquen 2 estructures més altes que la resta de l'edifici (exceptuant l'entrada) i estan formades per dos nivells de finestretes tapinades d'arc rebaixat.
De la resta de la façana destaquen finestres grans d'arc rebaixat i als costats laterals un acabament de façana amb 2 esglaonats a cada banda centrats per una petita estructura semi- circular.
Tot el conjunt és de color ocre.

## Història
Està documentat com a "Casino Recreatiu" entre els anys 1928-1941.